# 1875 a labdarúgásban
Ez a szócikk 1875 labdarúgással kapcsolatos eseményeit mutatja be.

## Események
- március 6. – Anglia-Skócia, Londonban, 2000 néző előtt 2–2.
- március 13. – Az FA Kupa döntőjében Royal Engineers AFC–Old Etonians FC 1–1. A mérkőzést később újrajátszották.
- március 16. – A megismételt mérkőzésen A Royal Engineers 2–0-ra győzött.
- április 10. – A Skót Kupa döntőjében a Queen's Park FC 2–0-ra diadalmaskodik a Renton FC ellen.

## 1875-ben alapított labdarúgóklubok
- Birmingham City FC
- Blackburn Rovers FC
- Chorley FC
- Hibernian FC

## Születések
- augusztus 26. – Daniele Angeloni, olasz labdarúgó, edző
- szeptember 15. – Jimmy Jackson, skót labdarúgó
- november 21. – Cuthbert Burnup, angol labdarúgó